# Robin Rhode
Robin Rhode (né en 1976) est un artiste sud-africain basé à Berlin. Il est l'auteur de dessins muraux, de photographies et de sculptures,.

## Formation
Robin Rhode est né à Cape Town, en Afrique du Sud. Il a étudié les beaux-arts au Technikon Witwatersrand de Johannesburg (actuelle Université de Johannesburg) d'où il sort diplômé en 1998. En 2000, il obtient son diplôme de la South African School of Motion Picture Medium and Live Performance.

## Démarche artistique

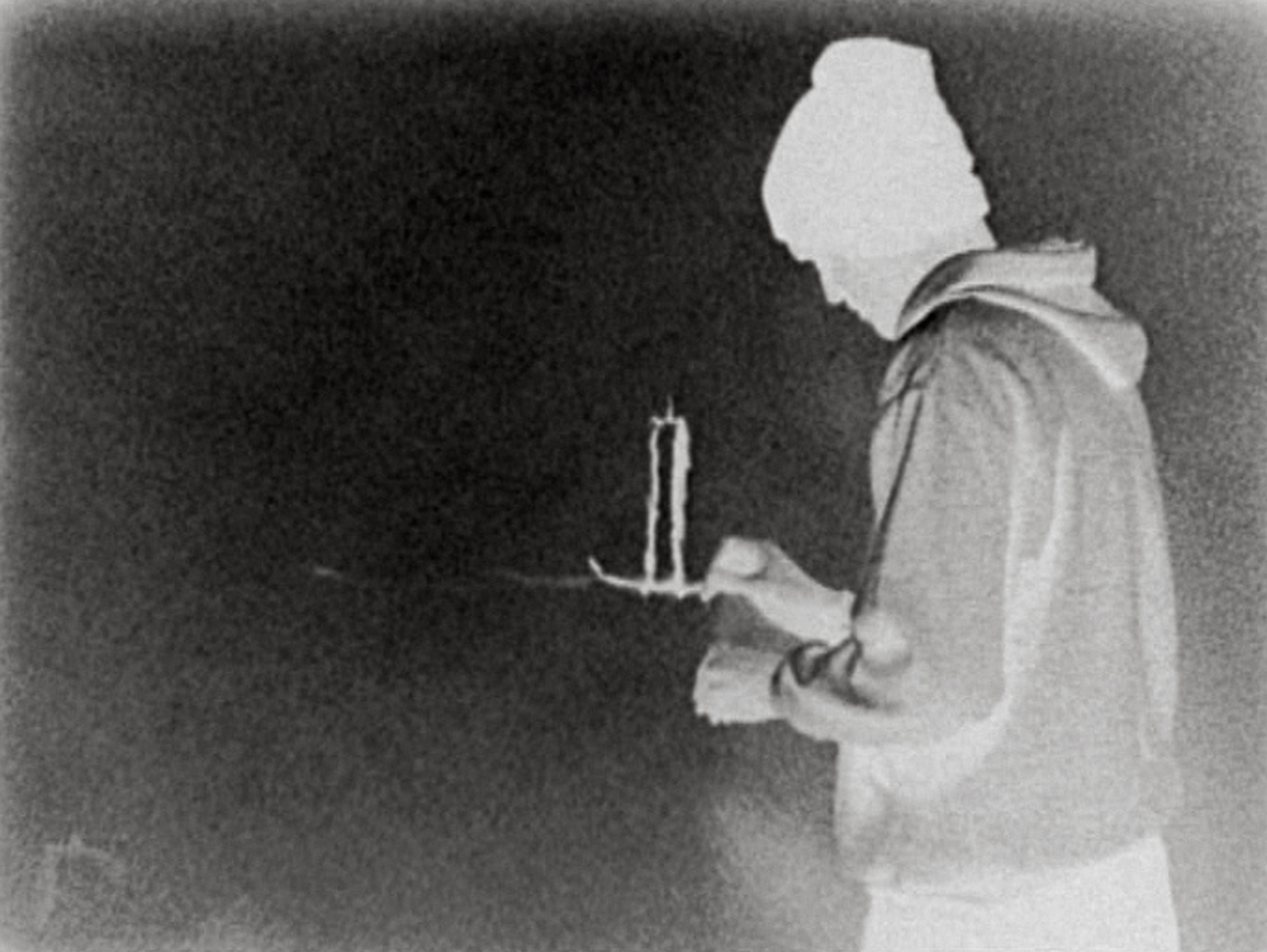
Robin Rhode, "the candle"

Robin Rhode travaille avec des photographies successives qui rappellent le mouvement. On retrouve dans ses œuvres les motifs récurrents de la porte et la fenêtre. Il peint et dessine en utilisant des murs comme support, et est pour cela parfois associé au mouvement du street art. Pour ses œuvres de street art, Robin Rhode utilise de la craie et du fusain. Ses inspirations proviennent notamment du hip-hop, de la culture du sport, ainsi que du graffiti. A travers ses œuvres, il aborde la question de l'expression et des rituels culturels.
En novembre 2008, il a réalisé des animations vidéo en volume pour accompagner une performance du pianiste Leif Ove Andsnes lors de son interprétation des Tableaux d'une Exposition de Moussorgski au Lincoln Center à New York.
En 2014, Robin Rhode a réalisé le clip du single  "Every Breaking Wave" du groupe U2, composé en stop-motion avec des dessins d'animation au pochoir, et de personnages en mouvement.

## Expositions et performances
- Fresh, South African National Gallery, Cape Town, Afrique du Sud (2000, performance)
- The Score, Artists Space, New York (2004, Performance)
- Street Smart, Rubell Family Collection, Miami (2005, exposition)
- Empieza el Juego, Saragosse, Madrid (2006, exposition)
- The Storyteller, FRAC Champagne-Ardenne, France (2006, exposition)[10]
- Tout sur le rire : le rôle de l'humour dans l'art contemporain, Mori Art Museum, Tokyo (2007, Performance)
- Walk Off, Haus der Kunst, Munich, Allemagne (2007, exposition)
- Who Saw Who, Hayward Gallery, Londres, Royaume-Uni, (2008, exposition)
- Catch Air: Robin Rhode, The Wexner Center for the Arts, Columbus, Ohio (2009, exposition)
- Robin Rhode et Leif Ove Andsnes : Pictures Reframed, Lincoln Center, New York (2009, Performance)
- Robin Rhode, Los Angeles County Museum of Art (2010, exposition)[11]
- Paries Pictus, Castello di Rivoli, Turin, Italie (2011, exposition)[12]
- The Call of Walls, National Gallery of Victoria, Melbourne, Australie (2013, exposition)[13],[14],[15]
- Animating the Everyday, Neuberger Museum of Art, Purchase College, State University of New York (2014, exposition)[16]
- The Sudden Walk, Kulturhuset Stadsteatern (sv), Stockholm, Suède (2015, exposition et performance)[17]
- Drawing Waves, Drawing Center, New York (2015, exposition)
- Robin Rhode : Robin Rhode, North Carolina Museum of Art, États-Unis (septembre 2015, exposition)
- Erwartung d'Arnold Schönberg en partenariat avec Performa, Wet Ink Ensemble dirigé par Arturo Tamayo, Times Square, New York (7 & 8 novembre 2015)[18]
- The Moon is Asleep, SCAD Museum of Art, Savannah, Georgia, USA (février 2016, exposition et performance)
- Under the Sun, Tel Aviv Museum of Art, Israël (2017, exposition)[19]
- Haus Konstruktiv, Zurich, Suisse (octobre 2018, exposition et performance)[20]
- Musée Voorlinden, Wassenaar[21]

## Réception et diffusion des œuvres
En 2018, il fut le lauréat du Zurich Art Prize,. Certaines de ses œuvres sont gardées au Museum of Modern Art à New York, au Detroit Institute of Arts de Detroit, Michigan, ainsi qu'au Solomon R. Guggenheim Museum de New York.